# Нема (Мавританія)
Нема (араб. النعمة, фр. Néma) — місто в південно-східній частині Мавританії. Адміністративний центр області Ход-еш-Шаркі.

## Географія
Місто розташоване в південній частині області, недалеко від державного кордону з Малі, на висоті 280 м над рівнем моря. Є аеропорт.

### Клімат
Місто знаходиться у зоні, котра характеризується кліматом тропічних пустель. Найтепліший місяць — травень із середньою температурою 36.1 °C (97 °F). Найхолодніший місяць — січень, із середньою температурою 23.9 °С (75 °F).
| Клімат Неми             | Клімат Неми | Клімат Неми | Клімат Неми | Клімат Неми | Клімат Неми | Клімат Неми | Клімат Неми | Клімат Неми | Клімат Неми | Клімат Неми | Клімат Неми | Клімат Неми | Клімат Неми |
| Показник                | Січ.        | Лют.        | Бер.        | Квіт.       | Трав.       | Черв.       | Лип.        | Серп.       | Вер.        | Жовт.       | Лист.       | Груд.       | Рік         |
| Абсолютний максимум, °C | 40          | 41          | 42          | 48          | 47          | 47          | 47          | 47          | 47          | 42          | 47          | 38          | 48          |
| Середній максимум, °C   | 28          | 31          | 34          | 38          | 40          | 40          | 37          | 36          | 37          | 37          | 33          | 28          | 35          |
| Середня температура, °C | 23          | 26          | 30          | 33          | 36          | 36          | 32          | 31          | 32          | 32          | 28          | 24          | 30          |
| Середній мінімум, °C    | 18          | 21          | 25          | 28          | 31          | 31          | 28          | 27          | 27          | 28          | 24          | 20          | 26          |
| Абсолютний мінімум, °C  | 7           | 7           | 12          | 16          | 19          | 20          | 18          | 20          | 20          | 16          | 14          | 10          | 7           |
| Днів з опадами          | 0           | 0           | 0           | 0           | 1           | 1           | 2           | 3           | 1           | 1           | 0           | 0           | 9           |
| Днів з дощем            | 0           | 0           | 0           | 0           | 1           | 1           | 2           | 3           | 1           | 1           | 0           | 0           | 9           |
| ----------------------- | ----------- | ----------- | ----------- | ----------- | ----------- | ----------- | ----------- | ----------- | ----------- | ----------- | ----------- | ----------- | ----------- |
| Джерело: Weatherbase    |             |             |             |             |             |             |             |             |             |             |             |             |             |

## Населення
За даними на 2013 рік чисельність населення міста становила 47 454 особи. Переважною етнічною групою є маври, проживають також фульбе та бамбара.
Динаміка чисельності населення міста за роками:
| 1997   | 1998   | 2013   |
| ------ | ------ | ------ |
| 24 696 | 25 962 | 47 454 |

## Відомі уродженці
У Немі народився чинний прем'єр-міністр Мавританії — Мулайє ульд Мухаммед Лагдаф.